# Heinrich Floris Schopenhauer
Heinrich Floris Schopenhauer (Danzica, 27 giugno 1747 – Amburgo, 20 aprile 1805) è stato un commerciante a Danzica e successivamente ad Amburgo. 
Fu il padre del filosofo Arthur Schopenhauer e della scrittrice Adele Schopenhauer, nonché marito di Johanna Schopenhauer.

## Biografia
Nacque dal ricco commerciante Andreas Schopenhauer, secondo ad intraprendere tale professione dopo il nonno Johann, nato da famiglia contadina fino dal XV secolo, e da 
Anna Renata Soermans, figlia a sua volta del ricco commerciante Hendrik Soermans, di stanza a Danzica durante quegli anni.
Di carattere estremamente indipendente (il suo motto era: "Point de bonheur sans liberté") e aperto alle influenze intellettuali di tutta Europa, si ritenne soprattutto un anglofilo, tanto da desiderare che il figlio primogenito Arthur nascesse in Inghilterra, viaggiando poco prima del parto della moglie Johanna attraverso la Manica in pieno inverno e arrivando effettivamente sull'isola, ma data la situazione della partoriente, il meteo avverso e i venti di guerra che circolavano per il continente, Heinrich Floris abbandonò il suo sogno e tornò sbrigativamente dall'Inghilterra a Danzica dove Arthur nacque il 22 febbraio 1788, un venerdì.
Fu Heinrich Floris che volle chiamarlo Arthur, dicendo che quel nome è praticamente identico in inglese, francese e tedesco, e pronunciò la celebre profezia: "....mio figlio deve leggere nel libro del mondo" qui è ovvio il collegamento che si può fare al titolo dell'opera principale del filosofo: "Il Mondo come volontà e rappresentazione".
Dopo che Danzica viene circondata dai prussiani, Heinrich Floris ritiene la sua posizione di commerciante di una città indipendente ormai compromessa e trasferisce famiglia e attività ad Amburgo.
Si dedicò molto all'educazione di impronta commerciale del figlio, ad esempio facendolo soggiornare da un amico di Le Havre per imparare la lingua francese e durante un soggiorno in Inghilterra gli fece studiare l'inglese (lingua di cui fu padrone tutta la vita) in una scuola privata a Wimbledon (Londra). 
Quando però Arthur gli confessò la sua predilezione per gli studi classici, Heinrich Floris si mostrò sempre contrario, ritenendo la strada del figlio già segnata. Davanti all'insistenza del figlio ad abbandonare l'attività commerciale, il padre fece in modo di legare Arthur alla promessa di seguire le sue orme, proponendogli un lungo ed affascinante viaggio per l'Europa in cambio appunto di continuare il suo lavoro. Anche se Arthur non apprezzerà mai fino in fondo sua madre, sarà proprio Johanna Schopenhauer coadiuvata da Carl Ludwig Fernow l'illustre critico d'arte e bibliotecario della regina Amalia di Weimar, a sciogliere Arthur dalla promessa fatta a suo padre, liberando la sua vera natura di filosofo.
Heinrich Floris Schopenhauer ebbe un'importanza fondamentale per il figlio Arthur e questo principalmente per due motivi, il primo di carattere finanziario (alla sua morte Arthur erediterà quei soldi che ben investiti gli garantiranno una vita dedita agli studi) e il secondo di natura sentimentale, infatti il ricordo del padre fu sempre molto dolce e velato di melanconia forse anche alla luce della tragica fine di questo. Si possono prendere ad esempio queste commoventi parole che Arthur Schopenhauer dedicò all'amato padre:
"Noble, excellent esprit ! à qui je dois tout ce que je suis et accomplis. Ta prévoyance efficace m'a protégé et m'a porté, non seulement à travers l’enfance sans défense et la jeunesse insouciante, mais également dans l'âge adulte et jusqu'au jour présent. Car, en mettant au monde un fils tel que moi, tu faisais en même temps en sorte qu'il puisse vivre et se développer dans un monde comme celui-ci. Tu as songé au cas où il pourrait ne pas être fait pour labourer la terre [...] et tu sembles avoir prévu que ton fils, toi fier républicain, pourrait ne pas avoir le talent [...] de ramper devant des ministres et des conseillers d'Etat pour quémander bassement un morceau de pain à gagner durement on pour flatter la médiocrité plastronnante et pour suivre l'escorte courtisane des charlatans [...] C'est pourquoi je te dédicace mon œuvre qui n'a pu naître qu'à l'ombre de ta protection et qui, dans cette mesure, est aussi ton œuvre [...] Et je veux que tous ceux qui trouvent dans mon œuvre quelque joie, quelque consolation ou quelque enseignement, entendent ton nom et sachent que si H. F. S. [Heinrich Floris Schopenhauer] n'avait pas été l'homme qu'il fut, A. S. [Arthur Schopenhauer] aurait cent fois péri ...." (traduzione in italiano: "Spirito nobile ed eccellente! A cui devo tutto ciò che sono e che realizzo. La tua efficace preveggenza mi ha protetto e accompagnato non solo attraverso un'infanzia indifesa e una giovinezza spensierata, ma anche fino all'età adulta e fino ai giorni nostri. Perché, mettendo al mondo un figlio come me, hai allo stesso tempo fatto sì che potesse vivere e svilupparsi in un mondo come questo. Hai considerato il fatto che potrebbe non essere adatto ad arare la terra [...] e sembra che tu abbia previsto che tuo figlio, orgoglioso repubblicano, potrebbe non avere il talento [...] di strisciare davanti ai ministri e ai consiglieri di stato per elemosinare vilmente un pezzo di pane guadagnato con fatica o per adulare la vanagloriosa mediocrità e seguire la scorta cortigiana dei ciarlatani [...] Ecco perché ti dedico la mia opera che è potuta nascere solo all'ombra della tua protezione e che, in questa misura, è anche opera tua [...] E voglio che tutti coloro che trovano nella mia opera un po' di gioia, un po' di consolazione o un po' di insegnamento, ascoltino il tuo nome e sappiano che se H. F. S. [Heinrich Floris Schopenhauer] non fosse stato l'uomo che era, A. S. [Arthur Schopenhauer] sarebbe perito cento volte ....")
Nonostante la sua attività commerciale non sembra presentasse problemi, forse durante una crisi depressiva dovuta al convincimento che le sue finanze fossero in pericolo, oppure si ipotizza anche per la forte indifferenza che la moglie gli riservava, Heinrich Floris Schopenhauer muore probabilmente suicida gettandosi in un canale ad Amburgo il 20 aprile 1805.
Non si conosce ad oggi il luogo esatto della sepoltura, comunque presumibilmente ad Amburgo.